# 金沢市総合体育館
金沢市総合体育館（かなざわしそうごうたいいくかん）は、石川県金沢市泉野出町にある金沢市立の屋内スポーツ施設である。

## 概要
指定管理者制度により、公益財団法人金沢市スポーツ事業団が管理運営している。アリーナは3つあり、トレーニングルームやスタジオルームなどのフィットネス施設も完備する、市内有数の規模のスポーツ施設である。また、第1競技場などでは金沢市内中学生バレーボール部による新人大会や、バレーボール春季大会北加賀ブロック地区大会、Vリーグ、日本ハンドボールリーグの試合がよく行われる(日本バレーボールリーグ機構の記事を参照)。
平成24年度全国高等学校総合体育大会ではバスケットボールの会場となった。
B3リーグ・金沢武士団のホームアリーナとなっている。

## 施設一覧
- 第1競技場…面積:40m×60m
  - バレーボールコート 3面
  - バスケットボールコート 3面
  - バドミントンコート 14面
  - ソフトバレーボールコート 14面
  - ハンドボールコート 2面
  - 卓球台 18台
  - 走路 1周につき216ｍ
  - 観覧席(移動観覧席240席含む) 2312席
- 第2競技場…面積:24m×32m
  - バレーボールコート 2面
  - バスケットボールコート 1面
  - バドミントンコート 4面
  - ソフトバレーボールコート 4面
  - 卓球台 6台
- 第3競技場…面積:353㎡　備考:主に、空手、柔道、トランポリンなどの体術、体操系統のスポーツに使われる。
- 会議室
  - 第1会議室…収容人数:約100人
  - 第2会議室…収容人数:約30人
  - 第3会議室…収容人数:約30人
- トレーニング室…備考:中学生以下は使用できない。
  - エアロバイク…6台
  - トレッドミル…6台
  - ステアマスター…2台
  - ジョーバ…2台
  - コンビネーションマシン
  - バーベル、腹筋台、ダンベル、体組成計など
- 卓球室…5台
- スタジオ(多目的室)
- その他の施設
  - 更衣室
  - 個人シャワー室
  - 多目的トイレ
  - 駐車場…収容台数:320台

※出典